# Marmosops juninensis
Marmosops juninensis é uma espécie de marsupial da família Didelphidae. Endêmica do Peru, onde pode ser encontrada no vale de Chanchamayo na região de Junín. Um registro adicional para a região de Huánuco não é confirmado.